# Mezőkovácsháza
Mezőkovácsháza ist eine ungarische Stadt im gleichnamigen Kreis im Komitat Békés.

## Geografische Lage
Mezőkovácsháza liegt 33,5 Kilometer südwestlich des Komitatssitzes Békéscsaba an den Kanälen Királyhegyesi-Szárazér-csatorna und Kutas-éri-csatorna. Nachbargemeinden sind Nagybánhegyes, Magyarbánhegyes, Kunágota, Végegyháza  und Kaszaper.

## Geschichte
Die Geschichte von Mezőkovácsháza reicht bis in das 7. Jahrhundert zurück. 1463 bekam sie von König Matthias Corvinus das Marktrecht verliehen. Im Jahr 1913 gab es in der damaligen Großgemeinde 660 Häuser und 4429 Einwohner auf einer Fläche von 6557 Katastraljochen. Sie war zu dieser Zeit Verwaltungssitz des gleichnamigen Bezirks im Komitat Csanád. 1969 wurde der westlich gelegene Ort Reformátuskovácsháza eingemeindet und 1986 erhielt die ehemalige Großgemeinde Mezőkovácsháza den Status einer Stadt.

## Städtepartnerschaften
- Moneasa, Rumänien
- Praid, Rumänien
- Semlac, Rumänien
- Vinga, Rumänien

## Söhne und Töchter der Stadt
- Endre Sármezey (1859–1939), Eisenbahningenieur

## Sehenswürdigkeiten
- Baptistische Kirche
- Csanád-Statue, erschaffen von Géza Széri-Varga
- Hunyadi-Büste, erschaffen 1977 von Klára Herczeg
- Hunyadi-Relieffiguren (Hunyadi-domborművek), erschaffen 1957 von Antal Tápai
- Lajos-Renneczéder-Gedenktafel, erschaffen von Béla Boros
- Reformierte Kirche, erbaut 1896–1899, die Orgel der Kirche wurde von János Soukenik gebaut
- Relieftafeln mit Tierfiguren (Állatfigurás domborművek), erschaffen 1957 von József Rajki
- Römisch-katholische Kirche Kisboldogasszony, erbaut 1878–1879
- Springbrunnen (Szökőkút)
- Weltkriegsdenkmal (II. világháborús emlékmű)

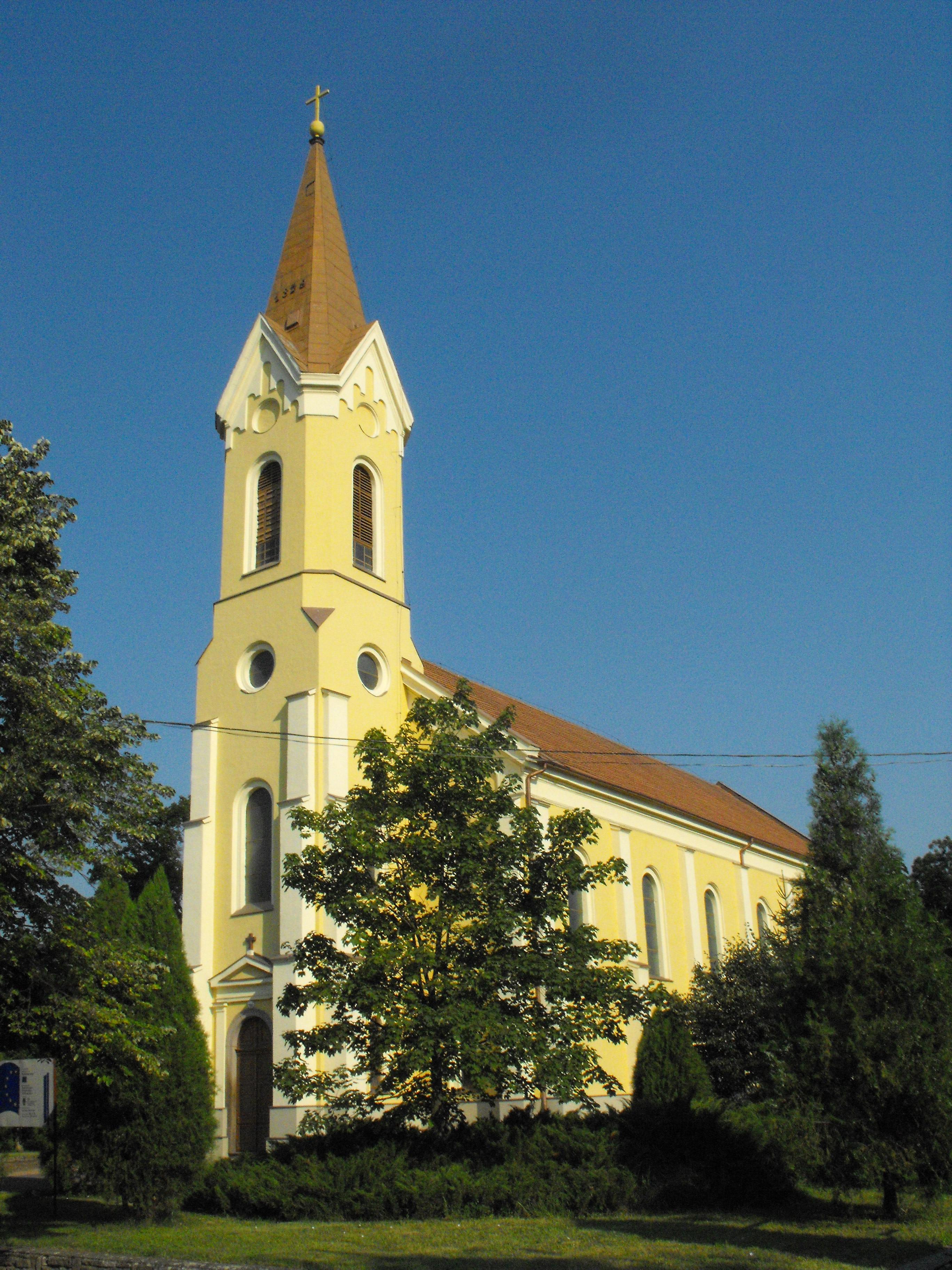
Röm.-kath. Kirche Kisboldogasszony
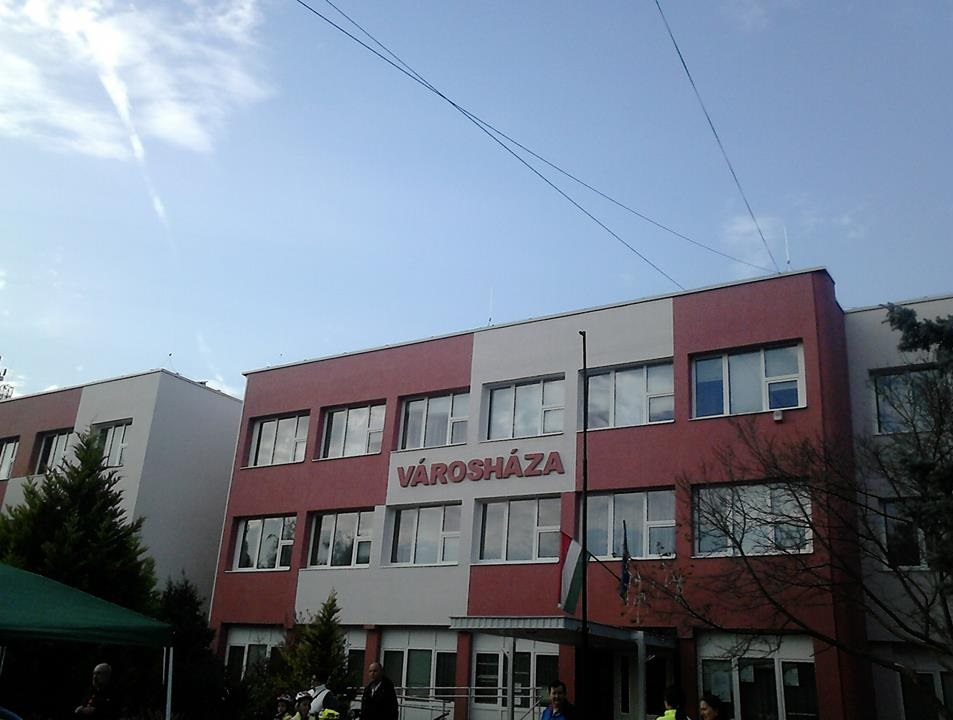
Rathaus
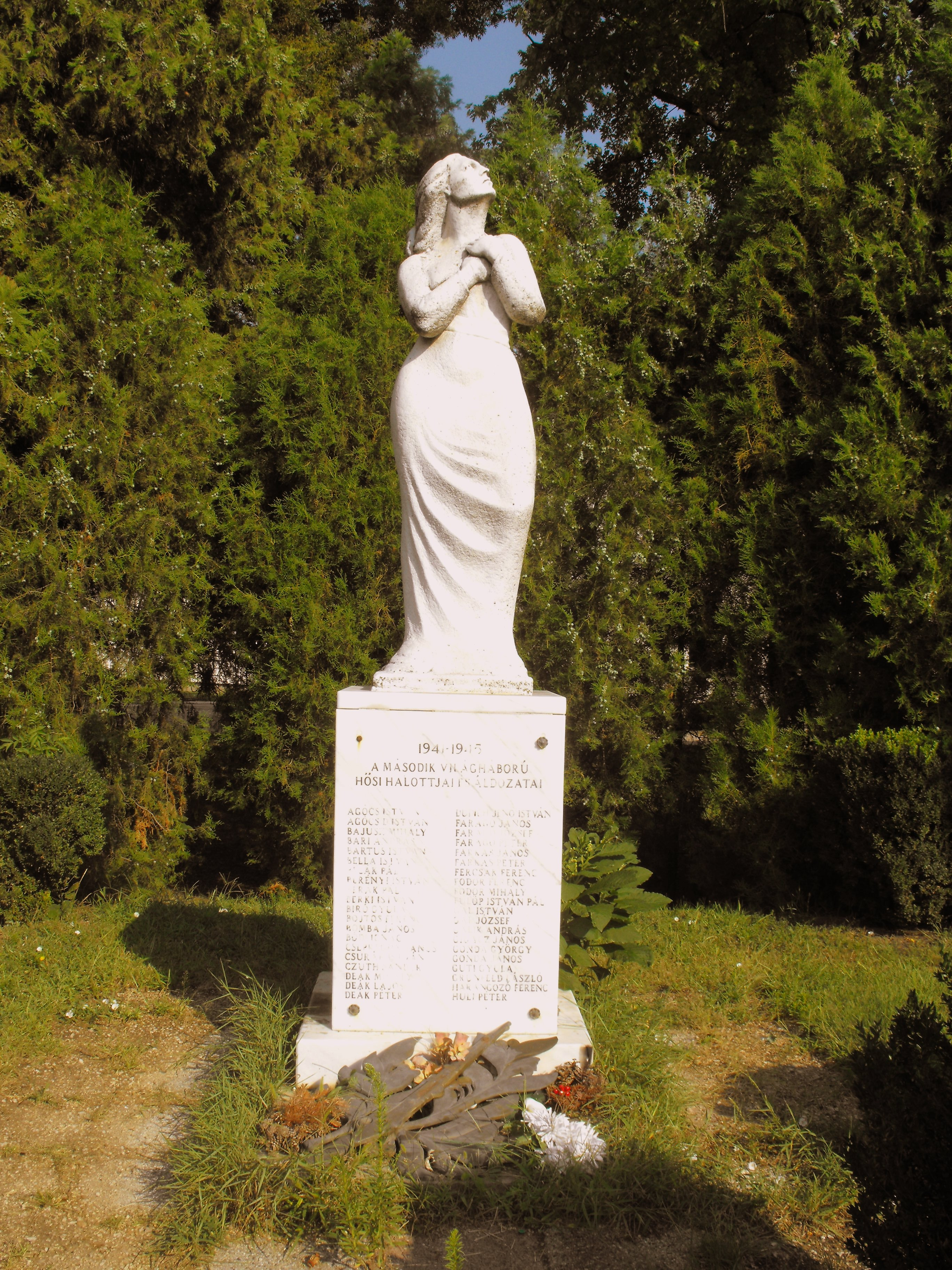
Weltkriegsdenkmal

## Verkehr
In Mezőkovácsháza treffen die Landstraße Nr. 4428, Nr. 4434 und Nr. 4443 aufeinander. Die Stadt ist angebunden an die  Eisenbahnstrecke von Békéscsaba nach Mezőhegyes. Es bestehen Busverbindungen in alle umliegenden Gemeinden.